# Ten Thousand Lightyears
Ten Thousand Lightyears (с англ. — «Десять тысяч световых лет») — седьмой студийный альбом евро-карибской диско-группы Boney M. и первый, в создании которого принял участие новый член группы Рэджи Цибо, в начале 1982 года занявший место Бобби Фаррелла в качестве лидера группы. Первым синглом с альбома стала кавер-версия песни 1965 года «The Carnival Is Over» группы The Seekers. «The Carnival Is Over» стал первым синглом Boney M., не попавшим в топ-лист Германии. Наивысшей позицией трека стало 41-е место. Это побудило Hansa Records заменить его на «Going Back West».

## История
После перерыва весной 1983 года, когда Лиз Митчелл родила своего второго ребёнка, а Марсия Барретт записала демо с Эдди Грантом, группа выпустила «Jambo — Hakuna Matata (No Problems)» с новым ремиксом «African Moon» из альбома Boonoonoonoos. В Испании и Португалии сингл появился с оригинальной версией «African Moon» 1981 года. Предполагалось, что «Jambo» будет ведущим синглом для седьмого альбома Boney M., который должен был выйти осенью 1983 года, но из-за того, что сингл был плохо принят публикой (48-я позиция в Германии, 5 недель), «Jambo» и «Babysitter» были исключены из альбома, и проект был отложен ещё на шесть месяцев.
Зимой 1983/1984 года были сделаны новые записи, и тогда альбом получил совершенно новый подход. Предполагалось, что это было продолжением африканских тем, как музыкально, так и лирически, из Boonoonoonoos 1981 года. Но после просчета с «Джамбо» большинство новых треков, которые в конечном итоге попали на диск, оказались на тему научной фантастики. Поэтому для альбома было выбрано название Ten Thousand Lightyears (название одной из песен диска). Альбом был выпущен в мае 1984 года. Он также стал дебютом Boney M. в новом формате компакт-диска.
Синглом, выбранным для продвижения альбома, стала баллада «Somewhere In The World». Он стал четвёртым подряд синглом Boney M., не попавшим в немецкий топ-40. То, что было тщательно спланировано как триумфальное возвращение после трёхлетнего отсутствия в европейских чартах, оказалось самым большим коммерческим провалом группы и продюсера Фрэнка Фариана. Несмотря на то, что альбом достиг 23-й позиции в немецких чартах, его успехи в других странах были намного скромнее, а выпуск второго сингла «Living Like A Moviestar» был отменён.

## Список песен
Сторона A:
1. «Exodus (Noah’s Ark 2001)» (Дэвис, Фрэнк Фариан, Кауэл) — 5:19
2. «Wild Planet» (Бишоф, Фрэнк Фариан) — 4:06
3. «Future World» (Бишоф, Фрэнк Фариан) — 3:48
4. «Where Did You Go?» (Бишоф, Кауэл) — 4:09
5. «10.000 Lightyears» (Бишоф, Бьёрклунд, Фрэнк Фариан, Кауэл) — 4:32
6. «I Feel Good» (Бишоф, Фрэнк Фариан, Баршт) — 3:05

Сторона B:
1. «Somewhere in the World» (Дэвис, Грув, Кейлхауэр) — 4:38
2. «Bel Ami» (Бишоф, Фрэнк Фариан, Рейнфорд) 3:12
3. «Living Like a Moviestar» (Бишоф, Фрэнк Фариан, Кауэл) — 3:04
4. «Dizzy» (Томми Роу, Уэллер) — 3:28
5. «The Alibama» (Дэвис, Фрэнк Фариан, Рейам) — 3:11
6. «Jimmy» (Фрэнк Фариан, Хауэл, Даансен, Лиз Митчелл) — 3:02
7. «Barbarella Fortuneteller» (Дэвис, Фрэнк Фариан, Кауэл) — 2:58